# Gorgoroth
Gorgoroth — норвезький блек-метал гурт, один з найвідоміших представників жанру. Заснований в 1992 році. Назва «Gorgoroth» взята з роману Дж. Р. Р. Толкіна «Володар перснів»: Горгорот — це покрите вулканічним попелом плато в Мордорі.
Наприкінці 2007 року в гурті відбувся розкол. Засновник та єдиний постійний учасник Gorgoroth гітарист Інфернус (справжнє ім'я Роджер Тіегс) з одного боку і бас-гітарист Кінг ов Хелл (справжнє ім'я Том Като Віснес) та вокаліст Гаал (справжнє ім'я Крістіан Еспедал) з іншого заявили про свої права на ім'я гурту. Патентне бюро Норвегії винесло рішення на користь Кінг ов Хелл і Гаала. У відповідь Інфернус ініціював процес в окружному суді Осло, який в березні 2009 року визнав реєстрацію товарного знака Gorgoroth Гаал і Кінгом недійсною та присудив право на ім'я гурту Інфернусу.
Гурт ніколи не публікував свої тексти, але навіть за назвами пісень можна судити, що основним мотивом є сатанізм. Самі музиканти неодноразово говорили, що в їхній творчості музика вторинна, а ключову роль відіграє антихристиянська спрямованість пісень. Крім цього, Gorgoroth отримали скандальну популярність завдяки різним інцидентам та кільком кримінальним справам, в яких фігурували учасники гурту.

## Історія гурту

### Ранні роки
Гурт Gorgoroth був створений в 1992 році гітаристом Інфернусом, вокалістом Хатом (норв. Hat, «ненависть») та ударником Гоатом (англ. Goat — Козел). Першим басистом став Четтер (Kjetter), але в тому ж році він був заарештований і сів у в'язницю за підпал дерев'яної церкви (на початку 1990-х підпали церкв були поширеними акціями антихристиян). У 1993 році вийшов перший демо-запис A Sorcery Written In Blood, який пізніше був виданий на спліті з Burzum під назвою Burzum & Gorgoroth. Після виходу A Sorcery Written In Blood Gorgoroth підписали контракт з лейблом Embassy Records та записали дебютний альбом Pentagram. У записі демо і альбому брав участь басист Emperor Самот, але в 1994 році він теж був засуджений до тюремного ув'язнення за підпал церкви. Тоді ж гурт покинув Гоат, якого тимчасово замінив Фрост з Satyricon. У травні 1994 року Gorgoroth виступили в Lusa Lottes Metal Pub в Осло разом з Enslaved, Dissection, Gehenna та Dark Funeral.

Плакат на концерт Gorgoroth в Бергені, Норвегія (24 вересня 1994 року) разом з Enslaved.

У цьому ж складі гурт записав другий альбом Antichrist (1996), який Інфернус присвятив пам'яті гітаристові Mayhem Євронімусу, при цьому Інфернус грав і на гітарі, і на бас-гітарі. Внутрішнє оформлення альбому включало гасло на підтримку кампанії «Never stop the madness» (кампанії за легалізацію важких наркотиків, натхненником якої був Євронімус, основною ідеєю кампанії було те, що слабкі помруть, залишивши місце сильним). По закінченню роботи над альбомом Хат пішов з Gorgoroth. Він збирався піти ще до кінця запису альбому, але залишався, щоб записати вокальні партії. Хата замінив новий вокаліст Пест (норв. Pest, «чума») . У грудні 1995 року Gorgoroth виступили в Лондоні разом з Cradle of Filth та Primordial.
Antichrist вивів гурт в число лідерів блек-металевої сцени. Gorgoroth зробили турне по Норвегії та Великій Британії з Satyricon та Dissection. Третій альбом Under The Sign Of Hell (1997) теж став дуже успішним. Восени того ж року Gorgoroth зробили перше європейське турне, а в наступному році уклали контракт з одним з найбільших метал-лейблів — Nuclear Blast (Німеччина).

### Період на Nuclear Blast
Наступний альбом — Destroyer (1998) був виданий уже на Nuclear Blast. Тоді ж у Gorgoroth вчергове помінявся вокаліст, але змінивший Песта Гаал на Destroyer виконав лише заголовний трек. У написання музики на альбомі великий внесок вніс новий гітарист Торментор (Болл Хейєрдал). Destroyer став першим з двох альбомів, на якому гурт використовував клавішні, для чого був запрошений Івар Бьорнсон з Enslaved (aka Daimonion). Після релізу Destroyer відбулися турне з Cradle of Filth, Old Man's Child та Einherjer та виступи на найбільших метал-фестивалях Wacken Open Air та Tuska Open Air.
В 1999 році, перед тим, як Gorgoroth розпочали записувати новий альбом Incipit Satan, сталася чергова зміна складу. Прийшли новий ударник Ерленд Еріксен та басист Кінг ов Хелл (Том Като Віснес). Як і раніше, основним композитором виступив гітарист Інфернус, але цього разу Gorgoroth вирішили додати до класичного блек-метал звучання елементи нойзу, індастріалу та дарк-ембієнту. Вони були помітні і на двох попередніх альбомах, але на Incipit Satan гурт найбільше віддалився від традиційного блек-металу. Пісню «When Love Rages Wild In My Heart» запрошений вокаліст виконав чистим вокалом.

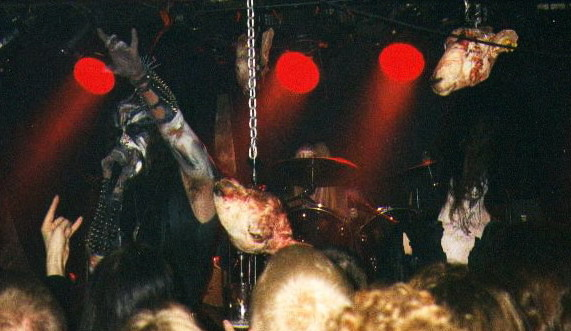
Виступ гурту в Бергені в 2000 році

Еріксена на ударних змінив Квітрафн (Kvitrafn, справжнє ім'я Ейнар Селвік). У червні 2000 року Gorgoroth виступили на фестивалі Hole in the Sky в Бергені. Фестиваль, який відтоді став щорічним, був присвячений пам'яті музиканта Ерік Бредрешіфта, відомішого як Грім (Grim), який у різний час був ударником Immortal та Borknagar, а 1997 року брав участь в записі Under the Sign of Hell. У серпні 2001 року гурт вперше виступив в США на фестивалі в Мілвокі, а восени здійснив турне по Мексиці та Колумбії. У лютому 2002 року Гаал був засуджений до року в'язниці та штрафу в 190 000 норвезьких крон за побиття людини
.
2002 року з Gorgoroth пішов Торментор, котрий був гітаристом гурту протягом шести років. Новий альбом Twilight of the Idols (назву взято з роботи Фрідріха Ніцше) записувався вже без нього. Альбом був витриманий у звичномішу для блек-металу стилі, хоча і відрізнявся від ранніх робіт гурту. На цьому та наступному альбомах музику писав переважно Кінг ов Хелл. Оригінальна обкладинка альбому була заборонена в Європі через те, що на ній була зображена спалена фантофтська ставкірка.

### Інцидент у Кракові, тюремні ув'язнення та зміна лейблу

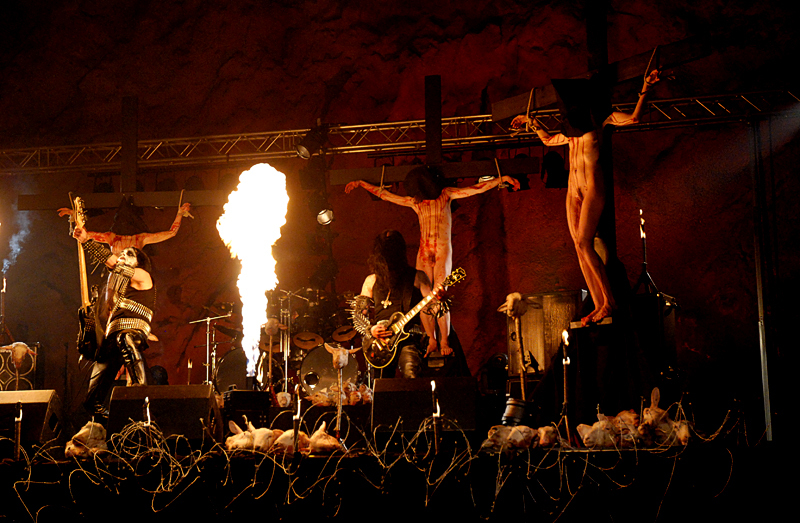
Gorgoroth під час знімання відеокліпу
на пісню «Carving a Giant».

1 лютого 2004 року в Кракові (Польща) відбувся концерт Gorgoroth, який транслювався польським державним телеканалом та згодом повинен був лягти в основу DVD Black Mass in Krakow. Під час концерту на сцені були виставлені овечі голови, насаджені на палі, і сатанинська символіка, сама сцена була залита кров'ю, на задньому плані стояли хрести з чотирма голими розіп'ятими моделями. У якийсь момент одна з моделей втратила свідомість, через що знадобилося викликати швидку допомогу. Касети із записом шоу були конфісковані польською поліцією, було порушено кримінальну справу за фактом образи почуттів віруючих та жорстокого поводження з тваринами, а самі учасники гурту після повернення до Норвегії були допитані в суді Бергена. Нікому з учасників Gorgoroth так і не пред'явили звинувачень, але організатори виступу, які заявляли, що не мають уявлення про те, що буде відбуватися під час шоу, були змушені заплатити штраф у 10 000 злотих Через конфіскації запису реліз концертного DVD відбувся лише влітку 2008 року.
Незабаром після краківського концерту Gorgoroth покинули Nuclear Blast. Тоді ж з гурту пішов ударник Квітрафн. Його повинен був замінити Фрост, однак він не зміг поєднати роботу в Gorgoroth та Satyricon.
Протягом 2004 року Gorgoroth провели турне по Південній Америці, причому концерт в Сальвадорі супроводжувався заворушеннями, вперше виступили на Inferno Metal Festival (Квітень 2004 року), восени дали ряд концертів в Європі та Центральній Америці. Для осінніх виступів були запрошені концертні музиканти —гітарист Телох (Teloch) та ударник Держ Ріпи (Dirge Rep; справжнє ім'я Пер Хусебо, колишній ударник Enslaved). У 2005 році виступи продовжилися.
Сьомий студійний альбом Ad Majorem Sathanas Gloriam вийшов на шведському лейблі Regain Records 19 червня 2006 року. Запис альбому розтягнувся більше ніж на рік — з січня 2005 року. Сесійним ударником знову був Фрост, який грав у гурті ще в 1994—1995 роках. Ad Majorem Sathanas Gloriam досяг 22-го місця в норвезьких чартах і був номінований на головну норвезьку музичну премію Spellemannprisen як найкращий металевий альбом, але премія дісталася альбому Enslaved Ruun. На пісню «Carving a Giant» був знятий перший за історію існування гурту відеокліп. 27 червня 2006 року Кінг ов Хелл пішов з гурту, як було оголошено, через ідеологічні розбіжності. В інтерв'ю, цьому через місяць, Кінг підтвердив, що причиною відходу стали проблеми, які він відчував, підтримуючи імідж Gorgoroth на публіці.
Навесні 2006 року Гаал знову сів у в'язницю, цього разу за побиття 41-річного чоловіка та загрози випити його кров, що відбулися ще 2001 року. Рішення було винесено 2004 року: Гаал був засуджений до 18 місяців в'язниці та штрафу на користь потерпілого в 104 000 норвезьких крон. Після оскарження термін був зменшений до 14 місяців, а штраф збільшений до 190 000 крон. Запис вокалу та написання текстів для Ad Majorem Sathanas Gloriam проходили протягом двох тижнів безпосередньо перед тим, як Гаал повинен був вирушити у в'язницю. Він вийшов на свободу в грудні того ж року.
Одночасно з Гаал Інфернус відбував термін за зґвалтування. У травні 2005 року Інфернус і його друг отримали по три роки в'язниці і по 155 000 крон штрафу (в тому числі по 55 000 крон на користь потерпілої). Після апеляції з Інфернуса були зняті звинувачення в зґвалтуванні, але він був визнаний винним у сексуальному домаганні з обтяжувальними обставинами. Вирок його друга був залишений в силі. У березні 2007 року Інфернус достроково вийшов на свободу.
Кінг знову став постійним басистом гурту, а в січні 2007 року представляв Gorgoroth на промо-акції в Лос-Анджелесі.

### Розкол

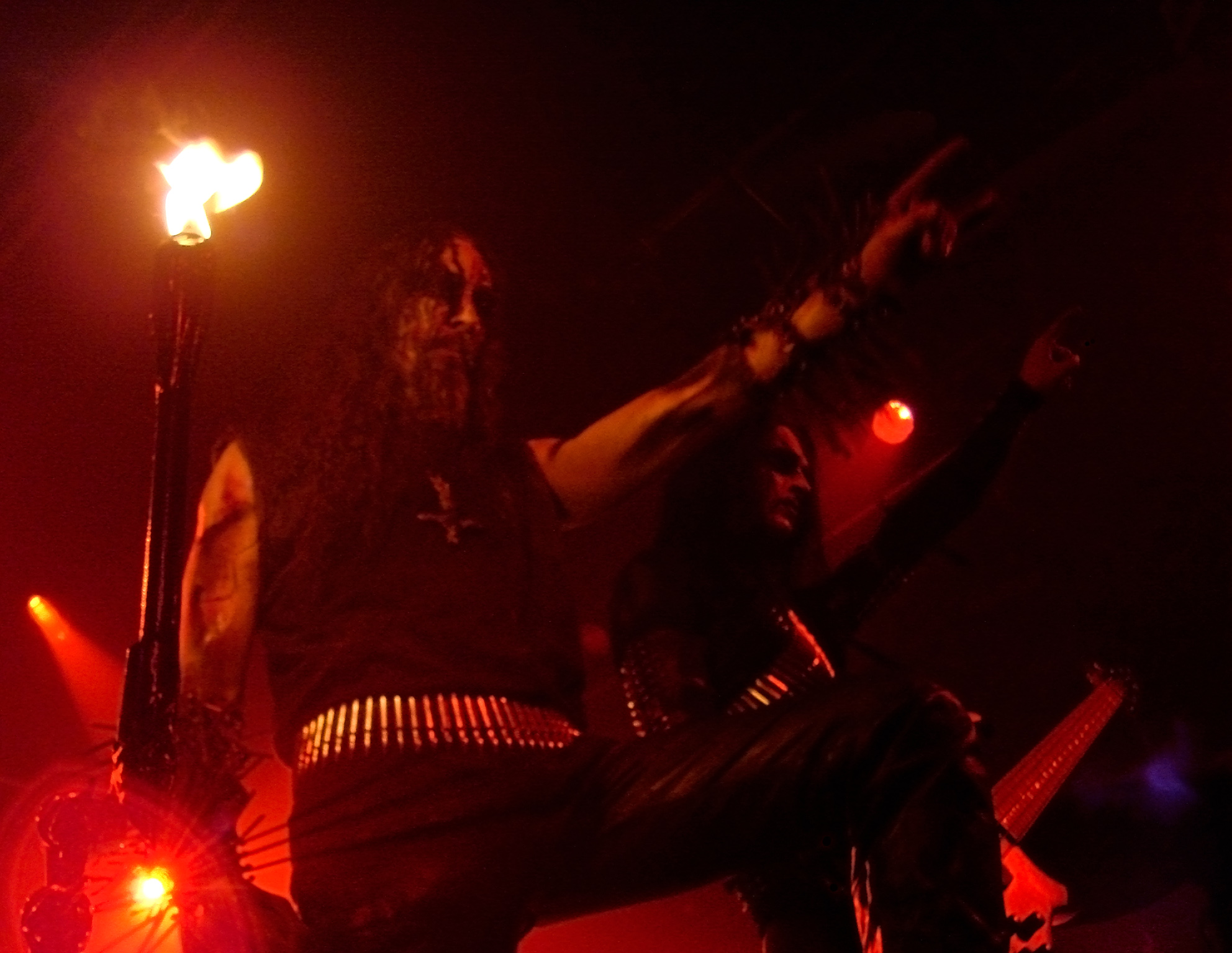
Гаал і Кінг ов Хелл на концерті
в Парижі в 2007 році.

У жовтні 2007 року Інфернус опублікував на своїй сторінці Myspace повідомлення, в якому говорилося, що гурт розпався, і Інфернус з одного боку і Гаал і Кінг з іншого боку будуть працювати самостійно. при цьому невирішеним залишилося питання про права на ім'я гурту. У той же день Гаал і Кінг опублікували аналогічне повідомлення, яке зокрема містило заяви про те, що вони продовжать концертний тур під ім'ям Gorgoroth і що саме Гаал і Кінг були «рушійною силою Gorgoroth в останні вісім років». Через два дні було опубліковано ще одну заяву Гаала. У ньому говорилося, що «Gorgoroth не розпалися, а продовжують існувати в новому вигляді». Інфернус зі свого боку заявив, що претендує на ім'я Gorgoroth, як єдиний учасник гурту, що залишався в ній з дня заснування.
Практично одночасно з публікацією цих заяв Гаал і Кінг оголосили імена музикантів, з якими вони планували вирушити в турне: гітарист Телох (Teloch, Мортен Іверсен) та Ніколас Баркер (колишній ударник Cradle of Filth та Dimmu Borgir). Як постійний студійний ударник був заявлений Хеллхаммер.
Сторони ініціювали процес в Патентному бюро Норвегії (Patentstyret) з питання про те, хто є законним правовласником найменування гурту. 13 грудня 2007 року лейбл Regain Records заявив, що вважає Інфернуса єдиним «законним правовласником найменування, логотипу та товарного знака гурту». За словами менеджера лейбла Пера Гюлленбека (швед. Per Gyllenbäck), при укладанні контракту з Gorgoroth Інфернус був представником на перемовинах і при підписанні контракту по довіреності від імені всіх учасників гурту. Однак Патентне бюро встало на сторону Гаала та Кінга. Після цього Гаал і Кінг заявили, що припиняють співпрацю з Regain і приступають до пошуків лейбла для запису наступного альбому.
Інфернус запустив власний сайт www.gorgoroth.info [Архівовано 25 лютого 2020 у Wayback Machine.] та оголосив про плани запису свого альбому Quantos Possunt ad Satanitatem Trahunt на Regain Records та подальших виступів. До складу Gorgoroth Інфернуса увійшли американський гітарист Френк Уоткінс (Obituary) та шведський ударник Томас Асклунд (Dissection, Dark Funeral).
У червні 2008 року на польському лейблі Metal Mind Productions нарешті вийшов концертний DVD Black Mass Krakow 2004, записаний під час пам'ятного краківського концерту, і одразу потрапив на четверте місце в норвезьких чартах. 23 червня на Regain Records вийшов концертний альбом True Norwegian Black Metal — Live in Grieghallen. Робота над альбомом почалася ще до розколу, тому в записі брали участь і Інфернус, і Гаал. Але вже наприкінці липня суд шведського міста Мальме наклав заборону на продажу диска через передбачуване порушення прав на ім'я Gorgoroth. Гаал і Кінг, крім того, звинувачували лейбл в незаконному перезаписі партій бас-гітари, нібито спочатку зіграних Кінгом. Пізніше рішення було підтримано вищим судом.
Гаал і Кінг з сесійними музикантами почали роботу над новим альбомом у серпні 2008 року. Хеллхаммер не зміг взятися за роботу через напружений графік, тому ударником став Фрост. Своєю чергою до Інфернусу, Уоткінсу та Асклунду приєдналися гітарист Торментор, що грав у Gorgoroth протягом шести років, і колишній вокаліст Пест, якого Гаал змінив 1998 року.
Інфернус ініціював новий процес, звинувативши опонентів у тому, що вони за його спиною подавали заяву про реєстрацію товарного знаку. Справа слухалася наприкінці січня 2009 року, рішення було винесено в березні 2009 року. Суд скасував реєстрацію товарного знака за Гаалом і Кінгом, та визнав законним правовласником Інфернуса. Після цього Гаал і Кінг ов Хелл оголосили про створення гурту God Seed (по назві пісні з Ad Majorem Sathanas Gloriam). У серпні 2009 року Гаал вирішив відійти від металевої музики.

## Стиль, вплив
У ранній період, коли Gorgoroth грали «сирий» блек-метал, сильний вплив на музику надавали прото-блек-металеві гурти, що грали на стику блеку та треш-металу, такі як Celtic Frost та Bathory. На Pentagram критики відзначали вплив навіть панк-року та хардкору. Попри постійну зміну складів Gorgoroth на всіх альбомах зберігали «фірмове» швидкісне агресивне звучання. Як і багато інших блек-металевих гуртів (Mayhem, Satyricon, Emperor, Ulver), Gorgoroth на певному етапі експериментували зі звучанням: на альбомах Destroyer та Incipit Satan можна знайти елементи нойзу та ембієнту, але на останніх записах гурт повернувся до традиційного блек-металу. Гаал в інтерв'ю говорив, що його музичні смаки не обмежуються металом, а охоплюють самих різних виконавців від Вівальді до Девіда Боуї. Торментор своєю чергою згадував про вплив таких гуртів, як Mercyful Fate, Black Sabbath, Slayer, Possessed та Tormentor.
Важливу роль в музиці Gorgoroth відіграє ідеологічна складова. Під час виступів учасники гурту використовують чорний одяг, корпспейнт та шипи, а при оформленні альбомів Gorgoroth використовували сатанинську символіку. За словами Інфернуса, музикант, що грає блек-метал, повинен бути сатаністом. Гаал, який сповідує скандинавський шаманізм, в інтерв'ю каже, що не є сатаністом, але не заперечує проти того, щоб до нього ставилися, як до сатаністів, оскільки сатанізм протиставляє себе християнству. Крім цього музиканти неодноразово говорили про вплив, який на них чинили роботи Ніцше. Назва альбому Twilight of the Idols (англ. Сутінки богів) взято з однойменної книги Ніцше, Ніцше зазначений у буклеті альбому Incipit Satan як один з натхненників. Торментор як джерела натхнення відзначає роботи Фрідріха Ніцше, Мартіна Хайдеггера та Бенедикта Спінози.

## Учасники гурту
- Інфернус (Infernus; Роджер Тіегс) — гітара (з 1992 року)
- Томас Асклунд — ударні (з 2007 року)
- Френк Уоткінс (помер) — бас-гітара (2007—2015)
- Торментор (Tormentor; Болл Хейєрдал) — гітара (1996—2002, з 2008 року)
- Пест (Pest; Томас Кроненес) — вокал (1995—1997, з 2008 року)

### Колишні й сесійні учасники
Гітара
- Торментор (Tormentor; Болл Хейєрдал) (1996—2002)
- Аполліон (Apollyon; Оле Йорген Мо) — концертний гітарист (2003—2004)
- Скагг (Skagg; Стіан Легрейд) — концертний гітарист.

Вокал
- Хат (Hat) (1992—1995)
- Пест (Pest) (1995—1997)
- Гаал (Gaahl; Крістіан Еспедал) — (1998—2007)

Бас-гітара
- Кьеттар (Kjettar) (1993)
- Самот (Samoth; Томас Хауген) (1994: на Pentagram).
- Сторм (Storm) (1996)
- Арес (Ares; Ронні Ховланд) (1996—1998)
- Т-Ріпер (T-Reaper; Торгрім Ойре) (1998)
- Кінг ов Хелл (King ov Hell; Том Като Віснес) — (1999—2006, 2007)

Ударні
- Гоат Первертор (Goat Pervertor) (1992—1994)
- Фрост (Frost; Відар-Кьєті Харальстад) (1994—1996, 2006: на Antichrist та Ad Majorem Sathanas Gloriam).
- Грім (Grim; Ерік Бредрешіфт) (1996—1997). Також грав у Immortal та Borknagar. Покінчив із собою 4 жовтня 1999 р.
- Вролок (Vrolok) (1998)
- Серсьянт (Sersjant; Ерленд Еріксен) (1999—2000)
- Квітрафн (Kvitrafn; Ейнар Селвік) (2000—2004)
- Держ Ріпи (Dirge Rep; Пер Хусебо) — концертний ударник.

Клавішні
- Даймоніон (Daimonion; Івар Бьорнсон) (1998, 2000: на Destroyer та Incipit Satan)

### Історія складів до розколу
| (1992)      | - Хат — вокал - Інфернус — гітара, бас - Гоат Первертор — ударні                                 |
| (1993)      | - Хат — вокал - Інфернус — гітара - Кьеттар — бас - Гоат Первертор — ударні                      |
| (1994)      | - Хат — вокал - Інфернус — гітара - Самот — бас - Гоат Первертор — ударні                        |
| (1994—1995) | - Хат — вокал - Інфернус — гітара, бас - Фрост — ударні                                          |
| (1995)      | - Пест — вокал - Інфернус — гітара, бас - Фрост — ударні                                         |
| (1996)      | - Пест — вокал - Інфернус — гітара - Сторм — бас - Фрост — ударні                                |
| (1996)      | - Пест — вокал - Інфернус — гітара - Арес — бас - Фрост — ударні                                 |
| (1996—1997) | - Пест — вокал - Інфернус — гітара - Арес — бас - Грім — ударні                                  |
| (1998)      | - Пест — вокал - Інфернус — гітара - Арес — бас - Вролок — ударні                                |
| (1998)      | - Гаал — вокал - Інфернус — гітара - Торментор — гітара - Т-Ріпер — бас - Вролок — ударні        |
| (1999—2000) | - Гаал — вокал - Інфернус — гітара - Торментор — гітара - Кінг ов Хелл — бас - Серсьянт — ударні |

| (2000—2002) | - Гаал — вокал - Інфернус — гітара - Торментор — гітара - Кінг ов Хелл — бас - Квітрафн — ударні                                               |
| (2002—2003) | - Гаал — вокал - Інфернус — гітара - Кінг ов Хелл — бас - Квітрафн — ударні                                                                    |
| (2003—2004) | - Гаал — вокал - Інфернус — гітара - Аполліон — концертна гітара - Кінг ов Хелл — бас - Квітрафн — ударні                                      |
| (2004)      | - Гаал — вокал - Інфернус — гітара - Аполліон — концертна гітара - Кінг ов Хелл — бас - Держ Ріпи — концертні ударні - Фрост — студійні ударні |
| (2004—2005) | - Гаал — вокал - Інфернус — гітара - Телох — концертна гітара - Кінг ов Хелл — бас - Держ Ріпи — концертні ударні - Фрост — студійні ударні    |
| (2005)      | - Гаал — вокал - Інфернус — гітара - Скагг — концертна гітара - Кінг ов Хелл — бас - Держ Ріпи — концертні ударні                              |
| (2006)      | - Гаал — вокал - Інфернус — гітара - Кінг ов Хелл — бас                                                                                        |
| (2006)      | - Гаал — вокал - Інфернус — гітара |
| (2007)      | - Гаал — вокал - Інфернус — гітара - Телох — концертна гітара - Кінг ов Хелл — бас - Держ Ріпи — концертні ударні                              |

## Дискографія

### Студійні альбоми
- Pentagram (1994)
- Antichrist (1996)
- Under the Sign of Hell (1997)
- Destroyer or About How to Philosophize with the Hammer (1998)
- Incipit Satan (2000)
- Twilight of the Idols (2003)
- Ad Majorem Sathanas Gloriam (2006)
- Quantos Possunt ad Satanitatem Trahunt (2009)
- Instinctus Bestialis (2015)